# Droga wojewódzka nr 967
Droga wojewódzka nr 967 (DW967) – droga wojewódzka o długości 35,4 km łącząca Myślenice z Łapczycą, położona w województwie małopolskim. Posiada 12 obiektów mostowych. Biegnie wzdłuż zbiornika wodnego Dobczyce przecinając jego północną odnogę.
Droga ta na odcinku Dobczyce – Myślenice jest szlakiem stosunkowo nowym, wybudowanym w związku z oddaniem do użytku Zbiornika Dobczyckiego. Dawna droga przebiegała w miejscu, gdzie teraz jest jezioro.

## Profil drogi
- Odcinek z Łapczycy do Książnic – teren pagórkowaty.
- Odcinek z Książnic do Dobczyc – teren płaski, ale występują niewielkie wzniesienia.
- Odcinek z Dobczyc do Myślenic – teren górzysty.

## Znaczenie komunikacyjne
Droga wojewódzka nr 967 jest częścią dużej południowej obwodnicy Krakowa. Zawiera się w obszarze Krakowskiego Obszaru Metropolitarnego. Umożliwia dogodne poruszanie się pomiędzy drogami krajowymi nr 4, 7. Przez wiele lat droga wojewódzka nr 967 mimo stosunkowo niewielkiej długości pełniła ważną rolę komunikacyjną. Wspólnie z DW955 i niewielkim fragmentem DK7 (na odcinku Myślenice – Jawornik) stanowiła pomost między Bochnią, Tarnowem, Rzeszowem i Przemyślem (wschód) a Bielskiem-Białą, Cieszynem i innymi miastami położonymi na Śląsku (zachód). Była to alternatywa dla głównego szlaku komunikacyjnego prowadzącego DK94, DK7 i DK52, wprawdzie mieszczącymi się w wyższych standardach, ale często sparaliżowanymi korkami ulicznymi w Krakowie. Podróż DW967 gwarantowała jazdę bez przestojów, w dodatku oznaczała skrócenie trasy. Przykładem znaczenia tego szlaku była wieloletnia obsługa przez PKS połączenia dalekobieżnego relacji Przemyśl–Bielsko-Biała przez Myślenice: pominięcie Krakowa na rzecz zaledwie trzech niewielkich miast i jednej wsi musiało być poparte doraźnymi korzyściami ekonomicznymi.
Sytuacja zmieniła się wraz z modernizacją DK94 i budową autostrady, gwarantującej przejazd z Tarnowa na Śląsk praktycznie z pominięciem Krakowa (obwodnica).
Droga wojewódzka nr 967 wciąż jednak pozostaje dogodnym skrótem dla ruchu Tarnów – Zakopane, Tarnów – Chyżne (również ominięcie Krakowa).

## Miejscowości leżące przy trasie DW967[1]
- Myślenice (DK7)
- Zakliczyn
- Borzęta
- Brzączowice/Stojowice
- Dobczyce (DW964)
- Dziekanowice
- Niezdów
- Winiary
- Kunice
- Fałkowice
- Gdów (DW966)
- Marszowice
- Nieznanowice
- Niewiarów
- Pierzchów
- Książnice
- Siedlec
- Gierczyce
- Łapczyca (DK94)